# Boeing AGM-69 SRAM

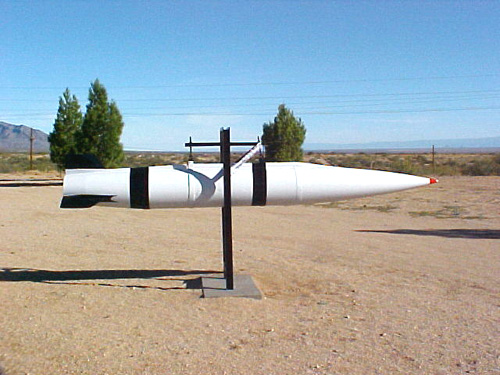
De Boeing AGM-69A SRAM.

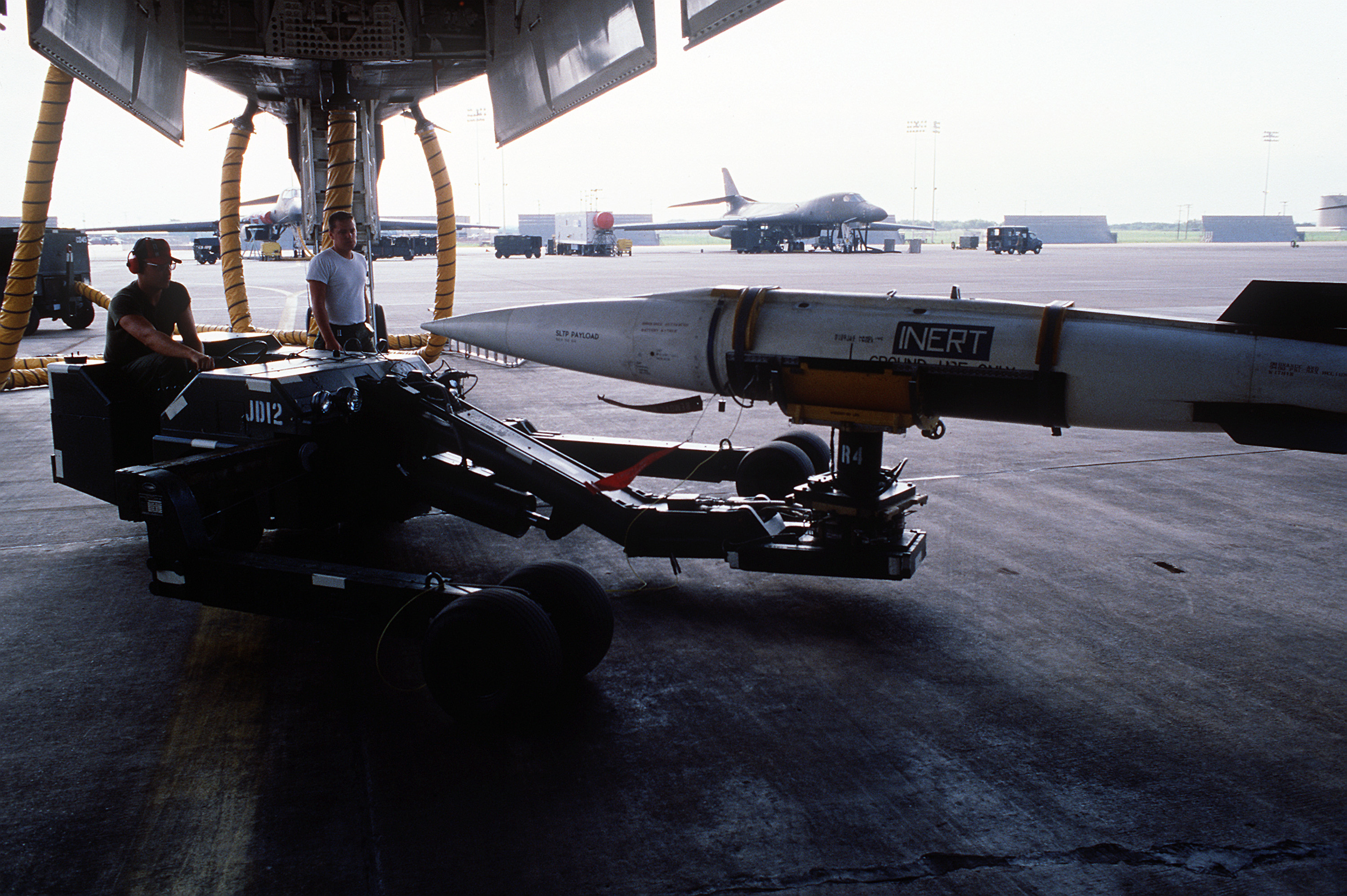
Een AGM-69A wordt ingeladen in de B-1B.

De Boeing AGM-69 SRAM (afkorting voor Short Range Attack Missile) was een vrij kleine offensieve standoff raket die werd gebruikt als bewapening voor de strategische bommenwerpers van de Amerikaanse luchtmacht, zoals de B-52 Stratofortress, de B-1 Lancer en de General Dynamics F-111. Aan boord van de B-52 was deze raket de vervanger van zijn voorganger de AGM-28 Hound Dog.
Oorspronkelijk was de SRAM alleen ontwikkeld om de overleefbaarheid van de SAC-bommenwerpers te vergroten. Later werden de missies hierdoor echter uitgebreid met meerdere vooraf uitgekozen te vernietigen strategische doelen. 
In 1990 werd de AGM-69A verwijderd uit de operationele voorraad van de Amerikaanse luchtmacht. Volgens onbevestigde berichten was de reden hiervan de relatieve onbetrouwbaarheid van de raketmotor en van de kernkop. In het daaropvolgende jaar werd de aanschaf van de nieuwe AGM-131 SRAM II afgeblazen waarmee tevens een bres werd geslagen in de nucleaire aanvalscapaciteit van de Amerikaanse luchtmacht. 
Er werden totaal 1500 stuks van de AGM-69A door de firma Boeing afgeleverd.
| Technische specificaties | AGM-69 Short Range Attack Missile                    |
| ------------------------ | ---------------------------------------------------- |
| Lengte                   | 4,27 m                                               |
| Grootte van de vinnen    | 0,38 m                                               |
| Diameter                 | 0,45 m                                               |
| Gewicht                  | 1010 kg                                              |
| Motor                    | 2x Lockheed SR75 LP1                                 |
| Brandstof                | vast                                                 |
| Totaal afgeleverd        | 1500 stuks                                           |
| Maximumsnelheid          | mach 3,3                                             |
| Bereik                   | 55 tot meer dan 160 km afhankelijk van lanceerhoogte |
| Lading                   | W-69 thermonucleair, 250 kiloton TNT                 |

## Geschiedenis
De eerste B-52 en FB-111-onderdelen die met de SRAM operationeel werden, waren de 42nd Bomb Wing (B-52G), op Loring AFB in Maine in 1972 en de 509th Bomb Wing (FB-111), op Pease AFB in New Hampshire, in 1973. In 1975, werden de laatste van de 1500 SRAM’s afgeleverd aan de 320th Bomb Wing, op Mather AFB in Californië. De eerste 5 lanceringen vanuit een operationele Rockwell B-1B waren in 1987.
De wapenlast van de B-52G en H-modellen van het Amerikaanse Strategic Air Command  (SAC) kon oplopen tot 22 SRAM’s. Hiervan hingen er dan 6 aan ophangpunten onder de vleugels en 16 in de draaibare lanceerinstallaties in het bommenruim. 
De FB-111 kon slechts worden uitgerust met 6 SRAM’s; 2 intern in het bommenruim en 4 onder de vleugels. 
De B-1B kon maximaal 24 SRAM’ s in 3 draaibare lanceerinstallaties in het bommenruim met zich meevoeren. 
Nadat de aanschaf van de GAM-87/AGM-48 Skybolt ALBM (Air-Launched Ballistic Missile) in 1962 door het Amerikaans Congres was afgekeurd, zocht de Amerikaanse luchtmacht naar een andere manier om de aanvalscapaciteit van zijn bommenwerpers te moderniseren.
In maart 1964 werd de specifieke operationele behoeftestelling 212 door de Amerikaanse luchtmacht ingediend voor een offensieve korte-afstandslucht-grondraket en een jaar later werd dit door het congres en het ministerie van defensie goedgekeurd. 
Het ontwerp werd verworven door de firma Boeing, die hiervoor in 1966 een contract kreeg.  De eerste vlucht van een AGM-69A was in juli 1969 en in 1971 begon de gehele SRAM-productielijn. Vanaf half 1972 werd de SRAM operationeel bij de SAC-eenheden en verving daar de verouderde AGM-28 Hound Dog-raket als standoff aanvalswapen van de B-52. 
De AGM-69A was een ballistische lucht-grondraket en werd aangedreven door een tweetraps Lockheed SR75-LP-1 vastebrandstofmotor. De springkop van de raket was een 250 kiloton TNT W-69-waterstofbom. De eerste raketmotor dreef de snelheid van de raket na de lancering op naar snelheden van meer dan Mach 3. De tweede raketmotor werd vlak bij het doel ontstoken voor een extra snelle inslag. Het maximale bereik varieerde van 55 kilometer bij lanceringen vanaf lage hoogten tot meer dan 160 kilometer bij lanceringen die vanaf grote hoogte werden uitgevoerd. 
De SRAM werd aangestuurd door het General Precision/Kearfott KT-76-traagheidsnavigatiesysteem en een Stewart-Warner-terreinsensor en had een inslagnauwkeurigheid van 430 meter Circular Error Probable vanaf het voorgeprogrammeerde doel. 
SRAM’s die aan de buitenzijde van een toestel waren gemonteerd, werden voorzien van een apart staartstuk om de stroomlijn te verbeteren (zie afbeelding). 
De AGM-69A vermeerderde het aantal doelen die door een enkele bommenwerper konden worden aangevallen aanmerkelijk. Tevens bood het de mogelijkheid om de vaste luchtverdedigingsinstallaties aan te vallen die op de route naar het hoofddoel lagen.
In de loop der tijd werden diverse aanpassingen aangebracht om de beweeglijkheid van de AGM-69A te verbeteren. Een daarvan was het uitrusten van de raket met een radargeleidingssysteem waarmee het wapen ook als lucht-luchtraket of als anti-radarraket kon worden gebruikt. Deze ontwikkelingen werden echter niet ingevoerd. 
Toen in de jaren ’70 van de 20e eeuw opslagproblemen met de raketmotoren ontstonden, werd de firma Thiokol in 1976 opgedragen een nieuwe motor voor de SRAM te ontwikkelen. In 1977 werd deze tegelijkertijd met andere verbeteringen ingevoerd, zoals een verbeterd geleidingssysteem en de W-80-kernkop van de AGM-86 ALCM. 
De nieuwe SRAM werd aangeduid als AGM-69B en was speciaal ontworpen voor de Rockwell B-1A Lancer. De ontwikkeling van dit vliegtuigtype werd echter in 1978  gestaakt, waardoor ook het AGM-69B programma werd gestopt. In plaats daarvan werden plannen ontwikkeld om de AGM-69A door de AGM-86 ALCM en de toekomstige ASALM (Advanced Strategic Air-Launched Missile) te vervangen.
De ontwikkeling van de ASALM werd echter in 1980 afgeblazen en na de herstructurering in 1981 van het B-1-programma als B-1B besloot men een geheel nieuw wapen te ontwikkelen; dit werd later bekend als de AGM-131 SRAM II.